# Régiment des uhlans britanniques
Le régiment des uhlans britanniques était un corps de cavalerie de l'armée des émigrés, constitué sous la Révolution française en 1793, par le général français Louis de Bouillé.

## Histoire
Ce corps est levé par Louis de Bouillé,, officier français sous l'ancien régime, sa capitulation est signée du 2 novembre 1793, à la solde et au service de l'armée britannique.
D'après le comte de Bouillé, le prince Lubomirski obtint, le 8 juin 1793 par l'entremise du comte de Coëtloury, en faveur près du Stahouder de Hollande, et du lieutenant général marquis de Bouillé, une capitulation du gouvernement britannique pour lever un corps de mille uhlans polonais recrutés en Pologne et en Allemagne. Le prince n'ayant pu remplir ses engagements, le comte de Bouillé fut nommé le 12 juin 1793, colonel commandant du régiment de uhlans britanniques avant d'en devenir le colonel propriétaire le 2 novembre.
Le lieutenant colonel était le baron de Malsen, le major le vicomte de Contades frère puiné du marquis de Contades, jusqu'à la fin de 1794, puis il est remplacé par le frère du colonel propriétaire, le chevalier de Bouillé qui fut chevalier de Malte, qui passera lieutenant colonel au départ du baron de Malsen le 24 avril 1796.
Le corps est destiné à servir aux avant-postes et est composé de 4 compagnies de 302 uhlans groupés en 2 escadrons. Le régiment est soumis au même règlement que les dragons légers anglais pour l'entretien, l'administration et la solde.
La troupe est composée en majorité de déserteurs français et de quelques soldats, qui avec le général Dumouriez s'étaient ralliés à l'armée des émigrés en avril 1793, ainsi que des Allemands et Suisses en petit nombre. Les officiers sont tous des émigrés français, beaucoup de sous-officiers ou caporaux sont des gentilshommes ou d'anciens officiers.

### Campagne de Belgique et Hollande
Le corps est constitué en juillet 1793 à Tirlemont, sous les ordres du major-général Ralph Dundas (en) puis en 1794 sous les généraux Hammerstein et Walmoden à l'avant-garde de l'armée anglo-hanovrienne et participe à la campagne de Belgique et de Hollande contre les troupes de la Convention. D'après des rapports du général anglais Harcourt confirmé par les "mémoires secrets" d'Allonville, les uhlans britanniques se sont battus courageusement pendant la retraite de Hollande, mais auraient aussi commis de nombreux actes de pillages, d'outrages aux populations et même des meurtres.
En mars 1795, le régiment est cantonné à Celle dans la province du Hanovre puis au camp de Schwarme près de Hoya avec les hussards de Rohan, de Choiseul, de Hompesch et de Salm sous le commandement du général Lord Cathcart, où il est passé en revue le 15 juillet par le duc d'Angoulême et le comte d'Artois. 

#### Affaire de l'île d'Yeu
Le régiment est embarqués en août 1795 pour Portsmouth pour participer à l'expédition de l'île d'Yeu, son effectif est de 24 officiers et 347 hommes, 89 chevaux d'officiers et 347 de troupe. Dans l'affaire infructueuse de l'île d'Yeu, les hommes et surtout les chevaux souffrent beaucoup de la maladie et de la disette de vivres et d'eau.

#### Antilles et Saint-Domingue
En janvier 1796, le régiment est à Newport dans l'île de Wight devant faire partie d'une expédition anglaise aux Antilles, et doit rester en garnison à la Martinique
L'effectif de 453 hommes est embarqué le 18 mars à Southampton avec leur nouveau lieutenant-colonel, le chevalier de Bouillé (une centaine de hussards de Rohan sont incorporés) . 
À Sainte-Lucie les uhlans britanniques sont employés à pied avec des fusils, ils prennent l'île en mai-juin 1796 mais se conduisent fort mal, se mutinent et désertent; 7 doivent être fusillés à bord des bâtiments par le corps lui-même, 26 ont déserté. Le corps est ré-embarqué pour Spithead fin juillet, le lieutenant-colonel de Bouillé, l'aumônier, le chirurgien et 8 officiers restent aux îles. 
Le 18 août 1796 le corps est licencié par ordre du colonel Nesbitt, inspecteur des troupes étrangères, 4 compagnies des anciens uhlans britanniques et quelques officiers rejoignent la légion de Saint Domingue ou de Montalembert. 

## Sources
- Grouvel (vicomte), Régiment de Uhlans Britanniques 1793-1796, Les corps de troupe de l’émigration, 3 volumes, La Sabretache, Paris, 1961-1965.